# جورج كوبر (حكم كركيت)
جورج كوبر (بالإنجليزية: George Cooper)‏ هو حكم كركيت ‏ أسترالي، ولد في 1 مارس 1907، وتوفي في 29 ديسمبر 1980.

## وصلات خارجية
- جورج كوبر على موقع إي آس بي آن كريك إنفو (الإنجليزية)